# Peter Van Dijk
Pour les articles homonymes, voir Van Dijk.
Peter Van Dijk (ou Van Dyk) est un danseur, chorégraphe et maître de ballet allemand (Brême, 21 août 1929 - banlieue parisienne, 18 janvier 1997).
Formé par Boris Kniaseff, il débute en 1946 à l'Opéra de Berlin, danse pour Janine Charrat et entre à l'Opéra de Paris en 1955 comme danseur étoile, engagé par Serge Lifar.Il chorégraphie Orphée pour l’Opéra Comique en 1959 avec Claude Bessy comme interprète.
Maître de ballet dès 1962, il termine sa carrière d'interprète au Ballet de Hambourg en 1970, puis travaille à l'Opéra de Hanovre, au Ballet du Rhin au Ballet du Grand Théâtre de Genève et à l'Opéra de Bonn.
De 1992 à 1994, il est professeur au Centre national de danse contemporaine d'Angers.